# Luke Young
Luke Paul Young (Harlow, 19 luglio 1979) è un ex calciatore inglese, di ruolo difensore.

## Caratteristiche tecniche
Viene solitamente utilizzato come terzino di fascia destra.

## Carriera

### Club

#### Tottenham Hotspur
Young ha iniziato la carriera nel Tottenham Hotspur nel 1997, ottenendo più di 50 presenze, principalmente nella posizione di terzino. Nel 2001, è stato ceduto al Charlton Athletic, in cambio di quattro milioni di sterline.

#### Charlton Athletic
Con la maglia del Charlton, è sceso in campo per più di 180 volte, giocando al fianco di Mark Fish, Jorge Costa e Jonathan Fortune, in una linea difensiva che è stata chiamata Young Fish Costa Fortune. Nel 2005, ha vinto il premio Calciatore dell'anno per i tifosi del Charlton.
Prima che Alan Curbishley lasciasse il club, Young ha chiesto il trasferimento, ma la richiesta è stata rifiutata. Con il cambio d'allenatore, Young ha ritirato la richiesta, ma l'ha ripresentata quando il club non gli ha offerto un nuovo contratto. Il giorno successivo, il Charlton gli ha offerto un rinnovo. Young ha firmato così un nuovo contratto quadriennale. Comunque, il Charlton ha avuto una stagione, in Premier League, davvero sfortunata: ha cambiato tre allenatori (Iain Dowie, Les Reed e Alan Pardew) ed è retrocesso, terminando penultimo in classifica. Young ha quindi chiesto il trasferimento e la società glielo ha accordato. Il calciatore è stato nel mirino di Aston Villa, Bolton Wanderers, Newcastle United e Middlesbrough.

#### Middlesbrough
Young ha firmato per il Middlesbrough, che se lo è aggiudicato in cambio di due milioni e mezzo di sterline. Ha debuttato nella partita contro il Newcastle ed ha segnato la prima rete contro una sua ex squadra, il Tottenham, il 3 novembre 2007. Il match è terminato uno a uno.
I tifosi del Boro lo hanno soprannominato Mr. Consistent.

#### Aston Villa
Il 7 agosto 2008, l'Aston Villa ha completato il suo acquisto, in cambio di sei milioni di sterline. Ha firmato un contratto triennale. Ha debuttato, in campionato, nella partita contro il Manchester City, vinta quattro a due dai Villans, grazie alla tripletta di Gabriel Agbonlahor e alla rete di John Carew. Ha segnato il suo primo gol nella vittoria casalinga per tre a due contro i Blackburn Rovers. Le sue buone prestazioni lo hanno fatto diventare un idolo dei tifosi.
A causa dell'infortunio di Wilfred Bouma, si è spesso ritrovato ad agire da terzino sinistro.

#### Queens Park Rangers
Il 27 agosto 2011, viene ufficializzato con un contratto triennale il suo passaggio al Queens Park Rangers.

### Nazionale
Ha ricevuto la prima convocazione al termine del campionato 2004-2005. La sua prima partita è stata il 28 maggio 2005, quando è stato utilizzato come sostituto nella sfida contro gli Stati Uniti, quando ha giocato quattordici minuti. La sua prima intera apparizione è datata 3 settembre 2005, nella sfida di qualificazione al campionato del mondo 2006 contro il Galles, che l'Inghilterra ha vinto uno a zero. Comunque, a causa di un infortunio, non ha partecipato al Mondiale in Germania. Il 21 marzo 2007, l'allora commissario tecnico inglese, Steve McClaren, lo ha inserito nella lista dei convocati per le gare contro Israele e Andorra, a causa di alcuni infortunati nella lista originale.
È stato convocato sia da Steve McClaren che da Fabio Capello, in occasione dell'amichevole contro la Spagna, ma non è stato impiegato.
L'11 novembre 2009 ha rifiutato la convocazione della Nazionale inglese per motivi personali e anche successivamente non ha più risposto alle chiamate della federazione, estromettendosi così da future convocazioni.
Ha giocato in totale sette partite per la sua Nazionale, tutte disputate nel 2005.

## Statistiche

### Presenze e reti nei club
| Stagione           | Squadra            | Campionato         | Campionato | Campionato | Coppe nazionali | Coppe nazionali | Coppe nazionali | Coppe continentali | Coppe continentali | Coppe continentali | Altre coppe | Altre coppe | Altre coppe | Totale | Totale |
| Stagione           | Squadra            | Comp               | Pres       | Reti       | Comp            | Pres            | Reti            | Comp               | Pres               | Reti               | Comp        | Pres        | Reti        | Pres   | Reti   |
| ------------------ | ------------------ | ------------------ | ---------- | ---------- | --------------- | --------------- | --------------- | ------------------ | ------------------ | ------------------ | ----------- | ----------- | ----------- | ------ | ------ |
| 1998-1999          | Tottenham          | PL                 | 15         | 0          | FACup+CdL       | 5+2             | 0               | -                  | -                  | -                  | -           | -           | -           | 22     | 0      |
| 1999-2000          | Tottenham          | PL                 | 20         | 0          | FACup+CdL       | 2+1             | 0               | CU                 | 3                  | 0                  | -           | -           | -           | 26     | 0      |
| 2000-2001          | Tottenham          | PL                 | 23         | 0          | FACup+CdL       | 4+1             | 0               | -                  | -                  | -                  | -           | -           | -           | 28     | 0      |
| Totale Tottenham   | Totale Tottenham   | Totale Tottenham   | 58         | 0          |                 | 15              | 0               |                    | 3                  | 0                  |             | -           | -           | 76     | 0      |
| 2001-2002          | Charlton           | PL                 | 34         | 0          | FACup+CdL       | 1+3             | 0               | -                  | -                  | -                  | -           | -           | -           | 38     | 0      |
| 2002-2003          | Charlton           | PL                 | 32         | 0          | FACup+CdL       | 1+0             | 0               | -                  | -                  | -                  | -           | -           | -           | 33     | 0      |
| 2003-2004          | Charlton           | PL                 | 24         | 0          | FACup+CdL       | 0+1             | 0               | -                  | -                  | -                  | -           | -           | -           | 25     | 0      |
| 2004-2005          | Charlton           | PL                 | 36         | 2          | FACup+CdL       | 3+2             | 0               | -                  | -                  | -                  | -           | -           | -           | 41     | 2      |
| 2005-2006          | Charlton           | PL                 | 32         | 1          | FACup+CdL       | 3+3             | 0               | -                  | -                  | -                  | -           | -           | -           | 38     | 1      |
| 2006-2007          | Charlton           | PL                 | 29         | 1          | FACup+CdL       | 0+3             | 0               | -                  | -                  | -                  | -           | -           | -           | 32     | 1      |
| Totale Charlton    | Totale Charlton    | Totale Charlton    | 187        | 4          |                 | 20              | 0               |                    | -                  | -                  |             | -           | -           | 207    | 4      |
| 2007-2008          | Middlesbrough      | PL                 | 35         | 1          | FACup+CdL       | 5+2             | 0               | -                  | -                  | -                  | -           | -           | -           | 42     | 1      |
| 2008-2009          | Aston Villa        | PL                 | 34         | 1          | FACup+CdL       | 2+0             | 0               | CU                 | 7                  | 0                  | -           | -           | -           | 43     | 1      |
| 2009-2010          | Aston Villa        | PL                 | 16         | 0          | FACup+CdL       | 3+1             | 0               | -                  | -                  | -                  | -           | -           | -           | 20     | 0      |
| 2010-2011          | Aston Villa        | PL                 | 23         | 1          | FACup+CdL       | 0+1             | 0               | -                  | -                  | -                  | -           | -           | -           | 24     | 1      |
| ago. 2011          | Aston Villa        | PL                 | 2          | 0          | FACup+CdL       | 0               | 0               | -                  | -                  | -                  | -           | -           | -           | 2      | 0      |
| Totale Aston Villa | Totale Aston Villa | Totale Aston Villa | 75         | 2          |                 | 7               | 0               |                    | 7                  | 0                  |             | -           | -           | 89     | 2      |
| ago. 2011-2012     | QPR                | PL                 | 23         | 2          | FACup+CdL       | 2+0             | 0               | -                  | -                  | -                  | -           | -           | -           | 25     | 2      |
| 2012-2013          | QPR                | PL                 | 0          | 0          | FACup+CdL       | 0               | 0               | -                  | -                  | -                  | -           | -           | -           | 0      | 0      |
| 2013-2014          | QPR                | PL                 | 1          | 0          | FACup+CdL       | 0               | 0               | -                  | -                  | -                  | -           | -           | -           | 1      | 0      |
| Totale QPR         | Totale QPR         | Totale QPR         | 24         | 2          |                 | 2               | 0               |                    | -                  | -                  |             | -           | -           | 26     | 2      |
| Totale carriera    | Totale carriera    | Totale carriera    | 379        | 9          |                 | 51              | 0               |                    | 10                 | 0                  |             | -           | -           | 440    | 9      |

### Cronologia presenze e reti in nazionale
| Cronologia completa delle presenze e delle reti in nazionale ― Inghilterra | Cronologia completa delle presenze e delle reti in nazionale ― Inghilterra | Cronologia completa delle presenze e delle reti in nazionale ― Inghilterra | Cronologia completa delle presenze e delle reti in nazionale ― Inghilterra | Cronologia completa delle presenze e delle reti in nazionale ― Inghilterra | Cronologia completa delle presenze e delle reti in nazionale ― Inghilterra | Cronologia completa delle presenze e delle reti in nazionale ― Inghilterra | Cronologia completa delle presenze e delle reti in nazionale ― Inghilterra |
| Data                                                                       | Città                                                                      | In casa                                                                    | Risultato                                                                  | Ospiti                                                                     | Competizione                                                               | Reti                                                                       | Note                                                                       |
| -------------------------------------------------------------------------- | -------------------------------------------------------------------------- | -------------------------------------------------------------------------- | -------------------------------------------------------------------------- | -------------------------------------------------------------------------- | -------------------------------------------------------------------------- | -------------------------------------------------------------------------- | -------------------------------------------------------------------------- |
| 28-5-2005                                                                  | East Rutherford                                                            | Stati Uniti                                                                | 1 – 2                                                                      | Inghilterra                                                                | Amichevole                                                                 | -                                                                          | 76’                                                                        |
| 31-5-2005                                                                  | East Rutherford                                                            | Inghilterra                                                                | 3 – 2                                                                      | Colombia                                                                   | Amichevole                                                                 | -                                                                          | 86’                                                                        |
| 3-9-2005                                                                   | Cardiff                                                                    | Galles                                                                     | 0 – 1                                                                      | Inghilterra                                                                | Qual. Mondiali 2006                                                        | -                                                                          |                                                                            |
| 7-9-2005                                                                   | Belfast                                                                    | Irlanda del Nord                                                           | 1 – 0                                                                      | Inghilterra                                                                | Qual. Mondiali 2006                                                        | -                                                                          |                                                                            |
| 8-10-2005                                                                  | Manchester                                                                 | Inghilterra                                                                | 1 – 0                                                                      | Austria                                                                    | Qual. Mondiali 2006                                                        | -                                                                          |                                                                            |
| 12-10-2005                                                                 | Manchester                                                                 | Inghilterra                                                                | 2 – 1                                                                      | Polonia                                                                    | Qual. Mondiali 2006                                                        | -                                                                          |                                                                            |
| 12-11-2005                                                                 | Ginevra                                                                    | Inghilterra                                                                | 3 – 2                                                                      | Argentina                                                                  | Amichevole                                                                 | -                                                                          | 27’ 81’                                                                    |
| Totale                                                                     |                                                                            | Presenze                                                                   | 7                                                                          |                                                                            | Reti                                                                       | 0                                                                          |                                                                            |

## Palmarès

### Giocatore

#### Club

##### Competizioni nazionali
- Coppa di Lega inglese: 1

Tottenham Hotspur: 1998-1999